# Socialisme utopique
L'expression « socialisme utopique », désigne l'ensemble des doctrines des premiers socialistes européens du début du XIXe siècle (qui ont précédé Karl Marx et Friedrich Engels), tels Robert Owen en Grande-Bretagne, Claude-Henri de Rouvroy de Saint-Simon, Charles Fourier, Étienne Cabet et Philippe Buchez en France. Afin de sortir de la lecture engelienne et donc de sa définition politique, les historiens français préfèrent actuellement utiliser pour les définir les catégories de « premiers socialismes », « socialismes romantiques », « socialismes prémarxistes », « socialismes conceptuels », voire pour Loïc Rignol ils sont les premiers « socialismes scientifiques ».
Ce courant est influencé par l'humanisme. Parfois lié au christianisme social comme chez Philippe Buchez, il s'éloigne néanmoins radicalement du christianisme institutionnel chez Saint-Simon, qui construit un système athée. Le socialisme utopique s'inscrit à l'origine dans une perspective de progrès et de confiance dans l'homme et la technique. Il connaît son apogée avant 1870, avant d'être éclipsé, au sein du mouvement socialiste, par le succès du marxisme. La notion de socialisme utopique a été conçue par Friedrich Engels et reprise par les marxistes (qui l'opposent à la notion de socialisme scientifique) ; le qualificatif d'utopique, accolé au socialisme, est donc né d'une intention polémique avant d'être ensuite consacré par l'usage. Les doctrines qu'englobe le socialisme utopique ne sont, pour les adversaires de ces idées, pas plus utopiques que toute autre doctrine tendant vers la réalisation d'une société idéale n'ayant encore jamais existé (y compris les doctrines marxistes qui annoncent, à terme, l'avènement d'une société sans classes).
Le socialisme utopique se caractérise par la volonté de mettre en place des communautés idéales selon des modèles divers, certaines régies par des règlements très contraignants, d'autres plus libertaires ; certaines communistes, d'autre laissant une plus grande part à la propriété individuelle. Le socialisme utopique se caractérise surtout par sa méthode de transformation de la société qui, dans l'ensemble, ne repose pas sur une révolution politique, ni sur une action réformiste impulsée par l'État, mais sur la création, par l'initiative de citoyens, d'une contre-société socialiste au sein même du système capitaliste. C'est la multiplication des communautés socialistes qui doit progressivement remplacer la société capitaliste.
Des milliers d'expériences de création de communautés socialistes s'inscrivant dans la filiation du socialisme utopique peuvent être relevées à travers l'histoire. À l'image du familistère de Guise créé par Godin en 1854, qui s'inspire directement du phalanstère de Charles Fourier, qui a compté jusqu'à 1 748 personnes en 1889, et qui a fonctionné durablement jusqu'en 1968, le socialisme dit « utopique » a donné lieu à la création de nombreux projets sociaux à échelle humaine, durables et réalistes. L'idée selon laquelle le socialisme dit « utopique » n'aurait réalisé que des expériences à des échelles limitées (des communautés de quelques centaines de personnes au plus) et sur des durées généralement limitées est un point de vue sur l'histoire du socialisme qui est très influencé par Marx.

## Origine de l'expression
L'expression est employée en 1839 par Jérôme Blanqui dans son Histoire de l'économie politique.
L'expression est cependant surtout popularisée par Friedrich Engels, qui publie en 1880 la brochure Socialisme utopique et socialisme scientifique (extraite de 'LAnti-Dühring) à des fins de formation militante dans la social-démocratie, alors en plein essor. Karl Marx et Friedrich Engels qualifient leur propre théorie de socialisme scientifique, et l'opposent au « socialisme utopique » qui n'aurait, selon eux, pas de caractère méthodique et rigoureux dans l'analyse de la société capitaliste. Cette distinction trouve son origine dans l'Idéologie allemande et dans la critique de Stirner par Marx.

## Historique synthétique
Le socialisme utopique tire ses racines des différentes utopies sociales écrites au cours des siècles, dont la plus célèbre, mais pas la première, est celle de Thomas More.
On classe souvent traditionnellement et un peu rapidement l'ensemble des premiers socialistes parmi les socialistes utopiques. Parmi eux :
- Claude-Henri de Rouvroy de Saint-Simon (1760-1835), suivi par la branche socialiste des saint-simoniens représentés par Saint-Amand Bazard. Saint-Simon a également influencé le socialisme réformiste et le capitalisme positiviste.
- Robert Owen (1771-1858) au Royaume-Uni, entrepreneur considéré comme le premier à mettre en pratique ses idées avec la création d'une communauté de travail, en Grande-Bretagne et aux États-Unis, dans les années 1810-1820. Il est considéré comme le pionnier du mouvement syndical et coopératif en Grande-Bretagne.
- William Thompson (1775-1833), aristocrate irlandais, qui a profondément influencé le mouvement coopérativiste au Royaume-Uni. Aujourd'hui moins connu que Robert Owen, il lui reprochait le caractère paternaliste de son approche[5]. Il est aussi connu pour son "Appel à l'autre moitié de l'humanité" (1825) le plaçant à l'avant-garde du combat féministe.
- Charles Fourier (1772-1837), théoriciens des phalanstères.
- Étienne Cabet (1788-1856), promoteur de l'Icarie.

Le socialisme utopique a décliné après 1870 lorsque le marxisme s'est imposé comme l'idéologie majeure du socialisme. Il s'est cependant poursuivi à travers :
- le mouvement coopératif,
- et de nombreuses expériences communautaires auxquelles on doit rattacher les « milieux libres » libertaires, plus ou moins durables, plus ou moins organisées autour du travail, de l'épanouissement personnel (Les Rencontres du Contadour de Jean Giono), de valeurs morales (les Communautés de l'Arche, etc). Les nombreuses mais souvent éphémères communautés hippies (1967 aux États-Unis) ou héritées du mouvement de mai 1968 constituent la forme récente de l'ancien socialisme utopique.

Aujourd'hui[Quand ?], le socialisme utopique n'est plus guère revendiqué que par le mouvement « Ukratio ».
Également, la démarche analytique et certaines propositions peuvent rappeler parfois certains traits de la pensée écologiste.

## Pensée et doctrine
Le socialisme utopique diffère d'autres socialisme par sa méthode. Il ne prône généralement pas de révolution, et ne fait pas confiance en l'action de l'État. Au-delà des nombreuses théories, il prône une mise en œuvre pratique immédiate de sociétés socialistes à petite échelle (les communautés) à partir d'initiatives « privées » ou « citoyennes ». La pérennité des communautés, leur capacité à survivre dans un univers capitaliste, à perdurer malgré l'évolution personnelle des fondateurs a constitué le principal défi. L'idéal de modification sociale à grande échelle par diffusion des communautés et fédération de celles-ci au niveau mondial est alors resté au niveau de simple rêve.
Le socialisme utopique n'entend pas fonder de distinction entre les différentes classes sociales ; elle s'adresse à tous, qu'ils soient riches ou pauvres, exploiteurs ou exploités et ne projette pas de s'appuyer sur un groupe humain, plus que sur un autre dans sa stratégie de transformation de la société. Philanthropes, les socialistes utopiques tournent l'ensemble de leurs critiques du capitalisme autour de ses conséquences néfastes sur le développement de l'homme.
L'homme est avant tout le produit de ses conditions familiales et sociales, mais aussi de son environnement : la société fait l'homme. Malgré l'édification théorique de sociétés idéales fondées sur des systèmes économiques et sociaux aboutis (le phalanstère de Fourier, le communisme colonial de Robert Owen), ils considèrent de façon pragmatique comme prioritaire la lutte contre les conséquences les plus dures de l'économie capitaliste. Ils prônent entre autres la réduction du temps de travail. De manière générale, l'amélioration des conditions de vie des travailleurs est le meilleur moyen de lutter contre des maux sociaux tels que l'ivrognerie ou le besoin de charité privée. Dans une société idéale, la police, la prison, les procès, l'assistance publique n'ont ainsi plus lieu d'être. Cette élévation du prolétariat au niveau de la dignité humaine passe notamment pour les plus petits par l'existence de crèche et d'un système éducatif efficace.
Le socialisme utopique repose sur une vision très optimiste de l'homme : l'homme est bon par nature, ce qui implique qu'on peut faire confiance à sa raison pour faire évoluer la société et aboutir à une civilisation de la Raison et du bien-être.
L'édification sur papier de ces sociétés idéales a abouti à des constructions intellectuelles complexes et complètes. Des expériences de « communisme primitif », c'est-à-dire de communauté alliant une organisation sociale harmonieuse et la mise en commun des richesses et des moyens de production ont été menées et expérimentées dans quelques colonies du nord de l'Amérique. Ce type d'organisation sociale n'a pas connu de suite réelle, sauf peut-être sous une forme un peu différente par le biais des kibboutz juifs du Proche-Orient.

## Socialisme utopique avant 1800

### Théoriciens de l'utopie
De nombreux auteurs, depuis l'antiquité, ont imaginé des mondes idéaux et cités idéales, dont l'organisation sociale peut parfois être considérée comme « socialiste ».

### Expériences antérieures à 1800
Certains font remonter les premières expériences socialistes à différents mouvements, souvent d’origine religieuse, remontant au Moyen Âge. Parmi elles, on peut citer :
- XIVe siècle : les franciscains fraticelles (France).
- 1420-1437 : Nouvelle Jérusalem de Jean Huss (Bohême).
- 1515-1525 : mouvement de Thomas Müntzer (Allemagne) suivi en 1534-1535 des Anabaptistes de Münster (Westphalie).
- 1609-1768 : Mission jésuite du Paraguay.
- 1640-1660 : les Diggers (nivelleurs) (Angleterre).
- fin XVIIe siècle : la république de pirates de l'île de Libertalia (peut-être un mythe datant de 1728).

## Expériences des socialistes utopiques classiques

### Saint-Simon et le «phalanstère» de Ménilmontant
Les disciples du comte de Saint-Simon (1760-1825, français) ont formé :
- le Phalanstère de Ménilmontant (fondé en 1832), composé de saint-simoniens (Enfantin). Fermé par la police.

### Robert Owen et les usines modèles (années 1820)
L'industriel philanthrope Robert Owen (1771-1858, britannique), par ailleurs fondateur des coopératives et des syndicats en Grande-Bretagne, a fondé deux communautés :
- New Lanark en Grande-Bretagne (1813-1828). Usine modèle qui rencontre un grand succès et est visitée par de nombreux visiteurs internationaux.
- New Harmony (Indiana) (États-Unis) (1824-1829) : domaine de 20 000 acres acheté à une secte. La communauté compte 900 membres en 1825. Elle attire beaucoup de personnalités et visiteurs. Mais échec car retour spontané à la vie privée. Donc New Harmony devient une ville comme les autres.

Les disciples de Robert Owen fonderont de nombreuses communautés en Grande-Bretagne et aux États-Unis.

#### En Grande-Bretagne
- Communauté d'Orbiston (près de Glasgow, Écosse) (1827-1829). Créée par Abraham Combe (disciple de Robert Owen). Communauté de 300 ouvriers et artisans. Succès économique. Publication d’un journal.
- Communauté d’Exeter (Downlands Devon, Grande-Bretagne) (1826).
- Coopérative de Rahaline (Irlande) (1831)[7].
- Communauté de Manca Fen (Grande-Bretagne) (1838).
- Coopérative de Quennswood (Grande-Bretagne) (1839). Domaine de 500 arpents loués et immense édifice mégalomaniaque (inachevé) pour seulement 60 membres, donc trop coûteux.
- Communauté de Pant Glas (Grande-Bretagne) (1840, mort-née).
- Communauté de Garnwyd ou Leeds Redemption Society (Grande-Bretagne) (1847).

#### En Amérique du Nord
New Harmony (Indiana) suscite au moins deux dissidences sur le même site :
- Macluria (1826) : scission de 80 méthodistes attachés à leur foi.
- Feiba-Pelevi (1826).

Dans la foulée de New Harmony, plusieurs autres communautés utopiques owéniennes vont apparaître en Amérique du Nord dans la deuxième moitié des années 1820 :
- Yellow Springs (Ohio) (1825). Environ 100 familles sur un domaine de 720 acres (Yellow Springs).
- Blue Spring (Indiana) (1826). 27 familles sur un domaine de 320 acres.
- Friendly association for mutual interest (FAMI)-Kendall (Ohio) (1826). 50 colons.
- FAMI-Valley Forge (Pennsylvanie) (1826).
- Franklin-Haverstraw (New-York) (1826).
- Communauté de Nashoba (Nashoba commune) (Tennessee) (1826-1830). Domaine de 2 000 acres acquis par les sœurs Wright (écossaises). Pour émanciper les femmes et les noirs (retours en Afrique) (Nashoba Commune (en)).
- Communauté Maxwell (Canada) (1828-1829). Communauté mort-née à cause d’un incendie.

En 1843, trois nouvelles communautés utopiques vont apparaître dans cette même lignée (mais probablement stimulés par la vogue des phalanstères fouriéristes) :
- Equality (Wisconsin) (1843). Communauté de Hunt.
- Promisewell (Society of One-mentions) (Pennsylvanie) (1843).
- Goose Pond (Pennsylvanie) (1843). Dissidence de Promisewell.

### Charles Fourier et les phalanstères (années 1830-1840)
Le français Charles Fourier (1772-1837), théoricien des phalanges ou phalanstères, a inspiré de très nombreuses réalisations en Europe comme en Amérique, surtout dans les années 1840.

#### En France
- 1832-1835 : Colonie de Condé-sur-Vesgre (près de Rambouillet). Fouriériste. Elle est fondée par un riche député (Alexandre Baudet-Dulary) sur une surface de 500 ha. Trop coûteuse, elle est dissoute et le député rembourse tous les frais[8]. Le futur ministre républicain Pierre-Frédéric Dorian y est passé.
- années 1830 : tentative de phalanstère au Château de Madron (Montastruc, Haute-Garonne), initiée par le pharmacien Jean Journet.
- 1841-1846 : Colonie de Saint-Nicolas-lès-Cîteaux (dans l'abbaye de Cîteaux, Bourgogne). Fouriériste. Elle est fondée dans un monastère acheté par la pédagogue féministe Zoé de Gamond et le richissime Arthur Young. Elle compte 167 membres en 1843. Elle offre à ses membres beaucoup de loisirs.
- 1846 : Union agricole de Saint-Denis-du-Sig en Algérie. Créée par l'avocat fouriériste Jules Duval. Elle compte des officiers coloniaux, professions libérales, commerçants. Elle compte 363 membres en 1850 puis se « normalise » peu à peu.
- Phalanstère de Boussac (Creuse) (1843 ou 1847). Créé par le socialiste chrétien Pierre Leroux, avec notamment George Sand et la féministe Pauline Roland. Vers 80 membres.
- 1849-1968 : Familistère de Guise (Aisne). Créé par l’industriel fouriériste Jean-Baptiste Godin. C’est le seul réel succès de phalanstère en France. Il compte 2 000 membres à la fin XIXe siècle. Il ne fut fermé qu'en 1968, témoignant d'une longévité exceptionnelle.
- Le phalanstère de l'inventeur français Charles Sauria (dates ?).
- vers 1865-1885 : Maison rurale d’expérimentation sociétaire aussi appelée phalanstère d’enfants à Ry (Seine-Maritime) (Seine-Inférieure), créée par le docteur Adolphe Jouanne (fouriériste apparemment)[9].

#### En Belgique
- 1888-1968 : Familistère Godin de Laeken à Bruxelles, créé par l’industriel Jean-Baptiste Godin à côté de ses usines. Il compte 263 membres à la fin XIXe siècle.

#### Dans le reste de l'Europe
- Phalanstère de Scâeni (Roumanie) (1834-1835). Fouriériste. Communauté de 400 familles sur des terres prêtées par un jeune boyard. Mais communauté réprimée par l’armée en 1835. Le jeune boyard est déporté.
- Phalanstère de Petrachevski (près de Saint-Pétersbourg, Russie) (1845 ou 1847). Fondé par l’avocat Mikhaïl Petrachevski pour ses 40 serfs. Mais ceux-ci n’en veulent pas et détruisent le phalanstère. L'écrivain Fiodor Dostoïevski était membre du cercle Petrachevski.
- Commune de Sleptsov (Russie) (1860). Fouriériste.

#### En Amérique latine
- Phalanstère d’Oliveira (Palmitar, Brésil) (1841). Fouriériste. Fondé par le médecin français Benoït Jules Mure.
- Union industrielle du Sahy ou Sahi actuel Sai (Palmitar, Baie de Babitonga, Brésil) (1841-1845). Créé par scission du phalanstère d’Oliveira.
- Une expérience au Guatemala (1843), une expérience au Venezuela (1844).
- Topolobampo-Pacific City (État de Sinaloa, Mexique) (1886-1895). Plan mégalomaniaque de construction d’une ville nouvelle fouriériste. En 1893, elle compte 464 habitants de 11 nationalités (mais beaucoup venant des États-Unis). Le gouvernement mexicain l’encourage d’abord, puis s’en méfie[10].

#### En Amérique du Nord
Une cinquantaine de phalanstères (ou phalanx en anglais) sont lancés aux États-Unis dans les années 1841-1858 (selon Michel Antony). Jean-Baptiste Godin en aurait compté une trentaine pour la période 1840-1853. Les trois plus connus sont :
- Brook Farm (Massachusetts) (1841-1847). Fondée par le révérend unitarien George Ripley. Communauté de 115 membres. Style mixte « fouriéro-transcendantalistes » selon Michel Antony. Intense vie culturelle (les écrivains Nathaniel Hawthorne, Margaret Fuller et Marianne Dwight y vivent. L'écrivain Ralph Waldo Emerson aussi, ainsi que le colonel antiségrégationniste Robert Gould Shaw), très célèbre à son époque, mais détruite par un incendie. Plus tard, la communauté de Fruitlands (dates ?) se voudra la poursuite de Brook Farm.
- North American Phalanx (New-Jersey) (1843-années 1930). Fondée par Albert Brisbane (le principal fouriériste américain, fondateur de la New York Fourier Society. Un record de longévité. En fait, il s’agit d’un véritable phalanstère de 1843 à 1855. De 1855 à la fin des années 1930, elle fonctionne à moitié comme un hôtel et à moitié comme une communauté (North American Phalanx (en)).
- La Réunion (phalanstère) (Texas). (1853-1875). Fondé, avec l'appui de Jean-Baptiste Godin, par le fouriériste français Victor Considerant. Grande ferme de 1 000 puis 5 000 hectares. Dissoute en 1875 et absorbée par la ville de Dallas (La Reunion (Dallas))[11].

Les principaux phalanstères nord-américains (avec une pointe en 1843-1844) répertoriés par les historiens sont :
- État de New-York : Jefferson county industrial association (1843, 400 membres), Morehouse union (1843), North Bloomfield association (1843), Clarckson association-Port Richmond Phalanx (1844, 400 membres), Sodus (Bay) Phalanx (1844, 300 membres), Minxwill Association (1844), Skaneateles (1843-1846) (maximum de 150 membres), Unitary Household (ou Unitarian Home ou Unity Home) (1858-1860). Fouriériste et libertaire. Une centaine de membres dont Stephen Pearl Andrews, l’écrivain Marie Howland (née Stevens), l’avocat Lyman W. Case, la féministe Victoria Woodhull.
- New Jersey : Raritan Bay Union (1853) (Raritan Bay Union).
- Massachusetts :
- Pennsylvania : Sylvania Phalanx (1843), Leraysville Phalanx (1844), Social reform unity (1842)
- Ohio : Ohio Phalanx (ex-American phalanx) (1844), Clermont (ex-Cinicinnati) phalanx (1844), Trumbell phalanx (1844), Prairie Home (Ohio) (1844) (Fouriériste libertaire), Columbia phalanx (1845), Utopia ou Trialville (1847-vers 1860) (où sera présent le futur anarchiste Josiah Warren).
- Michigan : Alphadelphia phalanx (et Wastenaw phalanx) (1844, 400 membres).
- Indiana : La Grange phalanx (1844), Philadelphia industrial association (1845), Fourier phalanx (1858).
- Illinois : Bureau county phalanx (1843), Canton phalanx (1845), Integral phalanx et Sangamon phalanx (1845).
- Wisconsin : Wisconsin phalanx (1844-1850) (communauté de 32 familles. Équilibre réussi entre individualisme familial et esprit communautaire), Spring farm phalanx et Pigeon river Fourier colony (1846).
- Iowa : Iowa pioneer phalanx (1844).
- Ontario(?) : Ontario Union (ou Manchester Union) (1844).
- Kansas Coopérative farm (Silkville, Kansas) (1869-1892). Financée par le riche fouriériste français Ernest Valeton de Boissière[12].

### Étienne Cabet et les Icaries (1848-1855)
Étienne Cabet (1788-1856, français) expose dans son livre Voyage en Icarie (1840) sa vision de la cité idéale, basée sur une forme de communisme chrétien. Huit « Icaries » seront ensuite créées aux États-Unis par les partisans de Cabet partis de France en 1848, dont :
- Icarie, sur les bords de la rivière Rouge, au Texas, en 1848, créée par Étienne Cabet.
- Icarie à Nauvoo, sur une rive du Missouri (Illinois) (1849). Les volontaires se succéderont par vagues pendant la seconde moitié du XIXe siècle. On en recense 526 en juillet 1855 (dont une centaine d’enfants), juste avant une première scission et le départ de Cabet.
- Icarie de Corning (Iowa) (1852-1898). Le plus grand groupe de colons est arrivé en 1858 avec l'intention de vivre à la mode communautaire. C'est dans cette cité que les Icariens sont restés le plus longtemps aux États-Unis, demeurant jusqu'en 1898. Les Jeunes Icariens, rejettent l’aspect autoritaire de Cabet pour devenir libertaires (Michel Antony).
- Icaria-Speranza à Cloverdale, dans le comté de Sonoma, en Californie, de 1881 à 1886.

### Autres premières expériences socialistes
Il est possible que ces expériences se soient inspirées de Robert Owen ou Charles Fourier, mais cela reste à confirmer.

#### Expériences en France
- 1835-1838 : Commerce véridique et social (précurseur des coopératives et du commerce équitable) du quartier de la Croix Rousse à Lyon (haut lieu du socialisme utopique et du mutualisme), créé par le négociant Michel Marie Derrion[13]. Expérience parallèle au fouriérisme mais apparemment pas directement influencé par lui.
- 1850 : Essai de colonie socialiste à Saint-Just (Marne)[14].

#### Expériences en Grande-Bretagne
- The Concordium (Alcott House) (Grande-Bretagne) (1838).
- Communitarium de Moreville (Grande-Bretagne) (1843).

#### Expériences en Amérique latine
- New Australia / Nouvelle-Australie (Paraguay) (1893). Grande ferme créée par 250 australiens, soutenus par le gouvernement du Paraguay. Colonie dont la déclaration de principe disait : « Il est désirable et nécessaire que, par l'établissement d'une communauté dans laquelle tout travail soit en commun pour le bien commun, une preuve immédiate soit donnée de ce fait qu'hommes et femmes peuvent vivre dans l'aisance, le bonheur et l'intelligence, et dans un ordre inconnu à une société dans laquelle nul ne peut être sûr de ne pas mourir de faim le lendemain, lui et ses enfants »[15].
- Colonie Cosme (Paraguay) (1894-1904). Créée par scission de New Australia. Communauté de 60 membres dissoute en 1904.
- République universelle de l’harmonie (Mexique, 1869). Créée pendant les deux mois d’insurrection de Lopez Chavez, puis écrasée.

## Expériences socialistes utopiques période 1870-1950
Pour un article plus général, voir Communauté libertaire.
Pendant cette période, au cours de laquelle le marxisme devient l'idéologie majoritaire et structurante du mouvement socialiste, le socialisme utopique trouve son expression à travers les communautés libertaires (le terme est dû à Joseph Déjacque, issu du socialisme utopique).
Sur le plan des idées, deux évolutions majeures se produisent :
- Certaines tendances « autoritaires » du socialisme utopique, consistant parfois à imposer des modes de fonctionnement très précis aux membres des communautés, disparaît définitivement au profit de l'idée de liberté individuelle (en réaction probablement au caractère très structuré des organisations marxistes). Il en résulte notamment des expérimentations en ce qui concerne les mœurs.
- La foi dans le progrès matériel est souvent remise en cause au profit d'un retour à une vie jugée plus naturelle et plus simple. D'où de premières tentatives de vie écologiste, de végétarisme, de naturisme. Ceci sous l'influence en particulier de l'américain Henry David Thoreau (1817-1862) aux États-Unis et du comte Lev Tolstoï (1828-1910) en Europe.

## Socialisme utopique et communautés hippie (1966-1975)

### Filiations avec le socialisme utopique
Le mouvement hippie né en 1966 à San Francisco représente la dernière résurgence spectaculaire du socialisme utopique. Pour le hippie, il s'agit de fuir la société capitaliste pour bâtir une contre-société libertaire et communautaire basée sur l'égalité, la fraternité et la liberté. « Ronald Creagh, qui a travaillé sur ces « laboratoires de l’utopie » libertaires aux États-Unis, replace le mouvement communautaire dans une histoire bien plus longue qui commence avec les communautés d’inspiration owenistes ou fouriéristes. Pour lui, il y aurait eu deux phases de floraison des communautés, l’une avant 1860, l’autre après 1960 ».
Le mouvement hippie revendiquera sa filiation avec les socialisme utopiques : Patrick Rambaud, l'un des piliers d'Actuel, acteur et observateur du mouvement soixante-huitard français, le reconnaît : « Les communautés ne sont pas nées dans les années 1960 aux États-Unis et en 70 en France. Ça existait au XIXe siècle avec Fourier, Cabet qui part en Floride fonder l'Icarie, et même les pirates du XVIe siècle ! ». Aux États-Unis, en 1967, la vie matérielle du quartier hippie de San Francisco (Haight-Ashbury) est assurée par un groupe baptisé les Diggers, en référence à un mouvement communiste utopique du XVIIe siècle. Les liens sont parfois même structurels entre communautés socialistes utopiques et hippies à l'exemple de Joan Baez, qui aurait été élevée dans la Ferrer Colony de Stelton (New Jersey). Les textes de Charles Fourier prônant la libération sexuelle sont réédités en 1967.

### Communautés hippies
Pour certains spécialistes du mouvement hippie, « les communautés sont l'expression par excellence du mouvement : son infrastructure, l'ancrage social sans lequel il aurait vite été réduit à une simple mode aussi extravagante qu'éphémère. Les communautés sont sa signature au bas de l'histoire du XXe siècle ».
Le mouvement sera certes divers : « Dès le départ, aux États-Unis comme en France, dans les années 1971-1972, le mouvement communautaire part dans tous les sens, égarant ses propres observateurs et zélotes : communautés campagnardes (plus radicales) et communautés urbaines pour R.P. Droit et A. Galien ; communautés de combat (orientées vers le témoignage politique, façon Larzac) et communautés de ruptures (plus préoccupées de réinventer la vie, à l'indienne s'il le faut) pour Henri Gougaud ; communautés de travail (modèle médiéval des compagnons), communautés religieuses (Lanza del Vasto et sa communauté de l'Arche ont été un peu vite annexés par les freaks mystiques : eux ont disparu, l'Arche existe encore) ».
Le mouvement sera aussi spectaculaire qu'éphémère :
- En France : « 1971, 1972 et 1973 seront les grandes années des communautés en France. Il y en aurait un demi-millier, avec des pointes jusqu'à 50 000 communards l'été pour une population permanente de 5 à 10 000 hippies, zonards, freaks et autres marginaux confirmés dans leur choix d'une autre société »[22].
- La plus vaste expérience européenne sera celle de la commune libre de Christiania (Danemark), à Copenhague (créée en septembre 1971 et existant encore aujourd'hui).

## Socialisme utopique aujourd'hui
Malgré l'échec du mouvement issu de mai 1968, la modération des projets des partis socialistes au nom du réalisme (le contraire de l'utopie), la diffusion de l'idée que le libéralisme économique serait « incontournable », le socialisme utopique n'est pas mort.
L'esprit du socialisme utopique, soit l'idée que le changement social peut venir d'initiatives citoyennes, de la base, en s'insérant au sein de la société capitaliste pour la réduire, l'infléchir et à terme la remplacer, perdure. Et les solutions contemporaines sont les héritières des expériences communautaires et coopératives du XIXe siècle.
Le socialisme utopique perdure à travers :
- une partie de l'économie sociale (associations, mutuelles, coopératives, fondations) terme regroupant aussi bien de réelles tentatives socialistes (petites coopératives, etc.), que de grandes organisations jouant le jeu du capitalisme ;
- de nouvelles formes de communauté dans le cadre des mouvements alternatifs, des squats, des expériences d'autogestion, de communautarisme de lieux de vie, des écovillages, etc. comme aussi en Inde avec l'expérience d'Auroville.

### Quelques théoriciens
Socialistes utopiques :
- Étienne-Gabriel Morelly
- Gracchus Babeuf
- Wilhelm Weitling
- Charles Fourier
- Robert Owen
- Étienne Cabet
- Théodore Dézamy
- Auguste Blanqui
- Claude Henri de Rouvroy de Saint-Simon
- Jean-Baptiste André Godin
- Flora Tristan
- Martin Buber
- Gustav Landauer

#### Ouvrages généraux sur les socialismes utopiques duXIXesiècle
- Alexandrian, Le Socialisme romantique, Paris, Le Seuil, 1979.
- Paul Bénichou, Le Temps des prophètes : doctrines de l'âge romantique, Paris, Gallimard, 1977.
- Nathalie Brémand, Les socialismes et l'enfance : expérimentation et utopie (1830-1870), Rennes, PUR, 2008.
- Nathalie Brémand (coord.) Pour en finir avec le socialisme utopique. Cahiers d'histoire no 124, juillet 2014.
- Friedrich Engels, Socialisme utopique et socialisme scientifique (1880)
- Bernard Lacroix, L'utopie communautaire, Paris, PUF, 1981.
- Michel Lallement, Le Travail de l'utopie. Godin et le Familistère de Guise, Paris, Les Belles Lettres, 2009.
- André Lichtenberger, Le Socialisme utopique : études sur quelques précurseurs inconnus du socialisme, Paris, F. Alcan, 1898 (reprod. en fac-similé Genève, Slatkine, 1970).
- Jean-Christian Petitfils, Les Socialismes utopiques, Paris, PUF, 1977.
- Jean-Christian Petitfils, La Vie quotidienne des communautés utopistes au XIXe siècle, Paris, Hachette, 1982.
- Michèle Riot-Sarcey, Le Réel de l'utopie : essai sur le politique au XIXe siècle, Paris, Albin Michel, 1998.
- Jean Servier, Histoire de l’utopie, Gallimard, 1991 (première édition : 1967).
- Reybaud (Louis), Études sur les réformateurs contemporains ou socialistes modernes, Paris, Guillaumin, 1864 (7e éd. reprod. en fac-similé Genève/Paris, Slatkine, 1979, augmentée d'une présentation de François Bourricaud).
- François Jarrige, Dompter Prométhée : Technologies et socialismes à l'âge romantique (1820-1870), Besançon, Presses universitaires de Franche-Comté, 2016, 288 p. (ISBN 978-2-84867-801-6 et 978-2-84867-560-2, ISSN 2967-8080 et 1771-8988, DOI 10.4000/BOOKS.PUFC.22364)..

#### Monographies sur des courants
- René d'Allemagne, Les Saint-Simoniens 1827-1837, Paris, Gründ, 1930.
- Sébastien Charléty, Histoire du Saint-Simonisme, 1825-1864, Paris, Hartmann, 1931 (rééd. Paris, Gonthier, 1964).
- François Dagognet, Trois Philosophies revisitées : Saint-Simon, Proudhon, Fourier, Hildesheim, Olms, 1997.
- Henri Desroche, La Société festive : du fouriérisme écrit aux fouriérismes pratiqués, Paris, Le Seuil, 1975.

#### Milieux libres en France
- Céline Beaudet, Les milieux libres, vivre en anarchiste à la Belle Époque en France, Paris, Les Éditions Libertaires, 2006.

#### Utopies hippies
- Jean-Pierre Bouyxou et Pierre Delannoy, L'aventure hippie, Plon, 1992, chapitre IV : l'utopie communautaire.
- Hélène Chauchat, La voie communautaire, thèse de 3e sycle, Paris V, 1977 (sur les hippies).

#### Sur les États-Unis
- Bestor (Arthur Eugene Jr.), Backwoods utopias, the sectarian and owenite phases of communitarian socialism in America, 1663-1829, Philadelphie, University of Pennsylvania Press, 1950.
- Moment (Gairdner B.) et Kraushaer (Otto) éd., Utopias : the american experience, Metuchen (NJ)/Londres, Scarecrow Press, 1980.
- Fogarty (Robert S.), Dictionnary of American communal and utopian history, Westport (CT)/Londres, Greenwood Press, 1980.
- Creagh (Ronald), Utopies américaines, Marseille, Agone, 2009.
- Fogarty (Robert S.), All things new : American communes and utopian mouvments 1860-1914, Chicago, University of Chicago Press, 1990.
- Berry (Brian Joe Lobley), America's utopian experiments: communal havens from long-wave crises, Hanover (NH), Dartmouth college, University Press of New England, 1992.

#### Textes d'époque
- Jean-François Crétinon et François-Marie Lacour, Allons en Icarie : deux ouvriers viennois aux États-Unis en 1855, Grenoble, Presses universitaires de Grenoble, 1980.
- Claude Francis et Fernande Gontier, Partons pour Icarie : des Français en Utopie, une société idéale aux États-Unis en 1849, Paris, Perrin, 1983.

#### Thèmes généraux
- Michel Antony, Ressources sur l'utopie
- Liste des petites communautés utopiques, Académie de Besançon et Liste des grandes communautés, Académie de Besançon
- BVPS, Bibliothèque Virtuelle sur les Premiers Socialismes, Université de Poitiers
- Utopia Britannica : toutes les expériences de socialisme utopique en Grande-Bretagne
- Article historique du site anarchiste : « Communes, Communautés, Milieux libres »
- Socialisme Utopique et Socialisme Scientifique, par Friedrich Engels, 1880

#### Courants particuliers
- Socialistes modernes - Robert Owen : Un bilan complet sur Robert Owen et l'owenisme en 1838
- Charles Fourier : Association d'études fouriéristes
- Étienne Cabet : National Icarian Heritage Society (États-Unis)